# Sânmihaiu de Câmpie, Bistrița-Năsăud
Sânmihaiu de Câmpie este satul de reședință al comunei cu același nume din județul Bistrița-Năsăud, Transilvania, România.

## Geografie
Localitatea Sânmihaiu de Câmpie este situată în partea de sud a județului Bistrița-Năsăud, pe drumul județean care face legătura între Lechința și Budești și se învecinează la vest cu satul Zoreni iar la nord-vest cu Sălcuța.

### Clima
Clima localității Sânmihaiu de Câmpie este temperat-continentală, cu veri mai umede și relativ călduroase, iar iernile puțin uscate și relativ reci.  Temperatura medie multianuală este de 9-10 °C.

## Istorie
Prima atestare documentară a localității datează din anul 1283 sub forma Zentmyhaltelke. În anul 1322 satul a fost menționat ca Zenthmihaltelke.

## Personalități marcante
- Stanca Teodor (1884 - ?), deputat în Marea Adunare Națională de la Alba Iulia
- Ioan Fiscuteanu (1937-2007), actor.